# StarForce
StarForce es un software de protección de copia desarrollado por la compañía rusa Protection Technology para Microsoft Windows. Su principal fuerza reside en recubrir tanto los ejecutables como las librerías utilizando un bytecode, el cual es interpretado a través de su propia máquina virtual. 
Se trata de un sistema de protección muy controvertido, considerado en ocasiones como malware, debido a que con frecuencia provocaba una degradación en la velocidad del puerto IDE, llegando incluso a fallar las unidades de CD o DVD. 
Aunque es una protección sobre la que es muy difícil aplicar ingeniería inversa, los videojuegos que utilizan este sistema también pueden ser pirateados. No obstante, la dificultad al crear un crack depende en alta medida de qué producto StarForce se haya utilizado y cuántas veces se utilice en el ejecutable. 

## Estrategias de protección
Se cree que StarForce funciona midiendo el ángulo físico entre el primer y el último sector escritos en el disco. Esta firma de hardware es idéntica en todas las copias realizadas a partir del máster, pero es difícil de reproducir al hacer un duplicado. 
StarForce también bloquea el uso de unidades SCSI cuando hay unidades IDE presentes en el sistema, ya que la mayor parte de emuladores de unidad funcionan simulando unidades SCSI. Sin embargo, si no hay unidades IDE, StarForce autenticará el disco desde una unidad SCSI, lo cual supone un punto débil, dado que un sistema con las unidades IDE desconectadas podría ejecutar un programa protegido desde una imagen de CD o DVD en una unidad virtual. 

## Productos StarForce
Las designaciones oficiales de productos StarForce son las siguientes:
- StarForce Pro 3: requiere una clave de disco al realizar la instalación del software. Esta clave es la misma para todas las copias. Es importante notar que esta clave es diferente al número de serie que los videojuegos suelen utilizar para registrar el producto o permitir el juego en línea.
- StarForce Keyless: es una característica opcional añadida en StarForce 3.x PRO, en la cual no se requiere una clave de disco al estar   almacenada en el mismo.
- StarForce Pro 3.7: añade soporte con sistemas de 64 bits. El software protegido con StarForce compatible con Windows de 64 bits puede identificarse con la presencia de un fichero .x64 en el directorio de instalación de la aplicación.

## Opinión de Protection Technology
La empresa rusa hizo un comunicado en el cual se daría un premio en metálico de 3000€ y un fin de semana en Turquía con todos los gastos pagados, a la persona que consiguiese demostrar en las oficinas de dicha compañía, los supuestos fallos producidos por el funcionamiento de su programa, tras el cual varios informáticos comunicaron que Starforce no rompe la unidad de CD/DVD, sino que acorta drásticamente su vida útil, cuyos efectos no podrían probarse a un plazo tan corto como era requerido.

## Reputación
StarForce tiene la reputación de ser extremadamente difícil de crackear. Sin embargo, todos los videojuegos protegidos con este sistema han sido crackeados o existen métodos para lograr copias ejecutables, si bien el crack suele ser publicado cierto tiempo después de la comercialización del juego a causa del tiempo requerido para aplicar ingeniería inversa. 
Este sistema de protección ha recibido críticas por instalar su propio controlador de dispositivo en el ordenador del usuario. Este controlador, que se instala junto al software protegido o cuando este se ejecuta por primera vez, no suele desinstalarse al eliminar la aplicación protegida, ni por métodos más tradicionales como a través del Panel de control de Windows. Los desarrolladores de StarForce, posteriormente han facilitado una herramienta para la correcta eliminación del controlador para ayudar a usuarios no especializados en esta tarea. 
Por otro lado, los controladores de StarForce a menudo se encuentran relacionados con la inestabilidad o cuelgues del sistema. Algunos usuarios han informado de que StarForce puede hacer fallar las unidades ópticas, si bien no existen pruebas concluyentes. Según la empresa, estos problemas de estabilidad fueron exagerados y ya están resueltos en las versiones más modernas del producto. También existen varios casos en los que se informa de una reducción en la velocidad de las unidades ópticas hasta que se configuran en modo PIO, pudiendo llegar a dañar los lectores.
StarForce también se emplea en ocasiones para proteger demos y juegos Free To Play. En este caso, se hace para evitar la modificación del ejecutable y no permitir así el uso de trucos. 
Electronic Arts, Aspyr Media, Focus Home Interactive, CDV Digital Jesters, JoWooD y Egosoft son algunas de las compañías que han empleado StarForce en alguno de sus productos. Sin embargo, las compañías han abandonado su uso a favor de sistemas menos invasivos.
Algunos jugadores han convocado boicots a los juegos o a las editoras que utilicen SF. Ubisoft decidió investigar estas acciones e incluso realizó una votación en sus foros, cuyos resultados demostraron que los usuarios estaban en contra de este sistema de protección.

## Controversia
El 1 de enero de 2006, Boing Boing mencionó varios problemas que supuestamente estaban asociados con el sistema de protección, incluida la degradación del rendimiento de la unidad de disco y el debilitamiento de la seguridad y estabilidad del sistema operativo. Tweakguides posteriormente respondió a la afirmación de Boing Boing, afirmando que no hay evidencia de que StarForce haga algo dañino.
Varios sitios web han publicado entradas catalogando SF como malware, alegando degradación del rendimiento, debilitación de la seguridad del sistema operativo o problemas de estabilidad, como por ejemplo es el caso de CNET. Tras estas publicaciones, la compañía desarrolladora envió correos a los webmaster amenazando con tomar acciones legales contra estos artículos por estar "plagados de insultos, mentiras, falsas acusaciones y rumores". Sin embargo, Protection Technologies nunca ha probado la falsedad de tales afirmaciones. 
Todas las versiones hasta agosto de 2006 de SF creaban un agujero de seguridad al instalarse. La lista de control de acceso de los controladores podía ser modificada incluso por usuarios sin derechos de administrador, pudiendo cambiar la asociación con el ejecutable, lo cual permitía ejecutar cualquier aplicación con derechos de administrador en el siguiente reinicio. Esta vulnerabilidad puede ser verificada con la herramienta srvcheck2, que detecta controladores con configuraciones semejantes. 
Recientemente, SF fue completamente reventada por el grupo hackers RELOADED, que publicó una amplia cantidad de documentación acerca del funcionamiento de SF, y desvelando la implementación de varias funcionalidades de SF, como la máquina virtual y los opcodes.
Se cree que SF podría provocar problemas de rendimiento por sí solo. Como prueba de ello, el mismo juego (Flatout 2) publicado por dos distribuidoras diferentes, con protecciones diferentes, revela que la versión de Vivendi (protegida con SecuROM) alcanza un framerate hasta un 15% superior a la versión de Empire (protegida con StarForce) en la misma máquina.